# Marcelo Vilar
Marcelo Vilar e Lima Lopes, mais conhecido como Marcelo Vilar (Fortaleza, 13 de maio de 1961) é um treinador de futebol brasileiro. Atualmente comanda o Ferroviário.

## Carreira
Marcelo é pós-graduado na Universidade de São Paulo e formado em Educação Física. Marcelo Vilar iniciou sua carreira de treinador em 1984. Em 1996 ele comandou sua primeira equipe profissionalmente, o Itapipoca do Ceará. Em 1997 foi  para o Ceará, onde conquistou o título estadual. Também foi campeão da Copa São Paulo de Juniores no ano de 2001, com o extinto "Roma Barueri" (atual "Grêmio Barueri"). Em 2006 treinou o Palmeiras. Na sequência passou por diversos clubes do eixo nordeste e centro-oeste, onde se destacou entre 2013 e 2015 no comando do Botafogo-PB.
Recentemente teve uma passagem pelo São Caetanoe pela Ferroviária de Araraquara.

## Estatísticas
| Clube       | Jogos | Vitórias × | Empates | Derrotas |
| ----------- | ----- | ---------- | ------- | -------- |
| Treze       | 181   | 112        | 36      | 33       |
| Palmeiras   | 12    | 2          | 3       | 7        |
| Caxias      | 8     | 0          | 4       | 4        |
| Ferroviário | 6     | 1          | 4       | 1        |

## Títulos
Ceará
- Campeonato Cearense: 1999

Barueri
- Copa São Paulo de Futebol Júnior: 2001

Treze
- Copa Paraíba: 2009
- Campeonato Paraibano: 2010 e 2011

Botafogo-PB
- Campeonato Paraibano: 2013 e 2014
- Campeonato Brasileiro - Série D: 2013

Ferroviário
- Campeonato Brasileiro - Série D: 2018
- Copa Fares Lopes: 2018 e 2024
- Copa dos Campeões Cearenses: 2019

São Caetano
- Copa Paulista: 2019

Altos
- Campeonato Piauiense: 2021

Fluminense-PI
- Campeonato Piauiense: 2022